# حزب التجديد الاجتماعي (ساو تومي وبرينسيب)
حزب التجديد الاجتماعي (بالبرتغالية: Partido da Renovação Social‏) هو حزب سياسي في ساو تومي وبرينسيب. فشل الحزب في الفوز بأي مقاعد في الجمعية الوطنية بعد الانتخابات التي أجريت في 26 مارس 2006. كان جزءًا من تحالف أوي كداجي.
دعم الحزب باتريس تروفوادا في الانتخابات الرئاسية في 30 يوليو 2006. حصل على 38.82٪ من الأصوات، ليحتل المركز الثاني بفارق كبير عن شاغل المنصب فراديك دي مينيزيس، الذي حصل على 60.58٪ من الأصوات.